# Petru Gozun

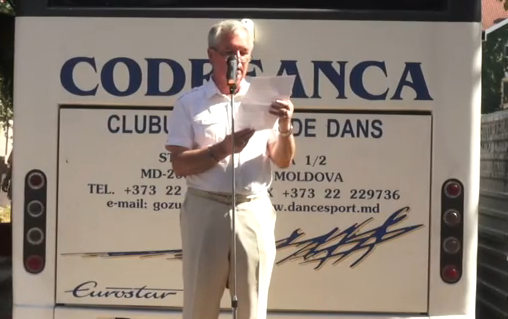

Petru Gozun (n. 10 februarie 1951, Lipețkoe (Lîpețke), regiunea Odesa) este un antrenor și arbitru de dansuri sportive din Republica Moldova, președintele al Federației de Dansuri Sportive din Moldova, președinte al Clubului Sportiv de Dans „Codreanca”, fost deputat în Parlamentul Republicii Moldova, ales în Legislatura 2005-2009 pe listele Partidului Comuniștilor. A fost și vicepreședinte al Comisiei Parlamentare pentru Cultură, Învățământ, Sport și Mijloace de Informare în Masă. În anul 2001 i-a fost conferit titlul de Cavaler al Ordinului Republicii - cea mai înaltă distincție de stat a Republicii Moldova, iar în 2011 a fost decorat cu titlul onorific „Artist al Poporului”.